# Resolució 1977 del Consell de Seguretat de les Nacions Unides
La Resolució 1977 del Consell de Seguretat de les Nacions Unides fou adoptada per unanimitat el 20 d'abril de 2011. Després de reafirmar-se en la Resolució 1540 (2004), 1673 (2006) i 1810 (2008) sobre la no proliferació d'armes de destrucció massiva, va acordar prorrogar el mandat del Comitè 1540 per un període de 10 anys, fins a 2021. El Comitè 1540 de les Nacions Unides (conegut així per la resolució 1540 aprovada en 2004 que ho va concebre) està encarregat de coordinar esforços per a la no proliferació de armes de destrucció massiva i evitar que aquestes puguin caure en mans terroristes i d'altres actors que no siguin Estats sobirans.

## Resolució

### Observacions
En el preàmbul de la resolució, el Consell de Seguretat va expressar la seva preocupació pel risc en l'adquisició d'armes químiques, biològiques i nuclears, i va recordar a tots els Estats membres que complissin amb les obligacions relacionades amb el desarmament, control d'armes i no proliferació. En aquest sentit, la cooperació internacional era essencial. El Consell va subratllar que els controls sobre l'exportació de tecnologies i informació que podrien ser utilitzades per armes de destrucció massiva s'han de reforçar encara més.
Mentrestant, la resolució va reconèixer que s'havia avançat en la implementació de la Resolució 1540, tot i que va assenyalar que els països havien adoptat poques mesures en algunes de les seves àrees, ni informaven a la Comissió 1540 sobre les mesures adoptades per implementar la resolució. Al mateix temps, el Consell va reconèixer que alguns estats necessitaven assistència en l'aplicació de la resolució 1540.

### Actes
Actuant sota el Capítol VII de la Carta de les Nacions Unides, el mandat del Comitè 1540 es va ampliar per un període de 10 anys, fins al 25 d'abril de 2021. Es va encarregar al Comitè que realitzés una revisió exhaustiva cinc i deu anys abans de la renovació del seu mandat sobre l'aplicació de la resolució 1540, un pla de treball anual fins al 31 de maig de 2011 al Consell. A més, el Comitè rebria ajuda de vuit experts. La resolució va abordar els següents assumptes relacionats amb el Comitè:
Implementació de la resolució 1540
Es va demanar a tots els països que no havien comunicat a la Comissió els seus esforços per aplicar la Resolució 1540 ho fessin tan aviat com fos possible.
Assistència
Es va instruir als països que demanessin assistència que ho notifiquessin al Comitè, mentre que es demanava a altres països que prestessin assistència al Comitè.
Cooperació amb organitzacions internacionals, regionals i subregionals
Es va demanar a les organitzacions internacionals, regionals i subregionals que proporcionessin un punt de contacte amb el Comitè per a l'aplicació de la Resolució 1540, i que participessin en l'intercanvi d'informació.
Transparència i divulgació
La comissió 1540 havia de seguir actuant de manera transparent, aprofitant al màxim el seu lloc web i organitzar i participar en esdeveniments de divulgació.
Administració i recursos
- El Consell va reconèixer que el Comitè requeria suport i recursos sostinguts per complir el seu mandat